# Kvarnön, Motala

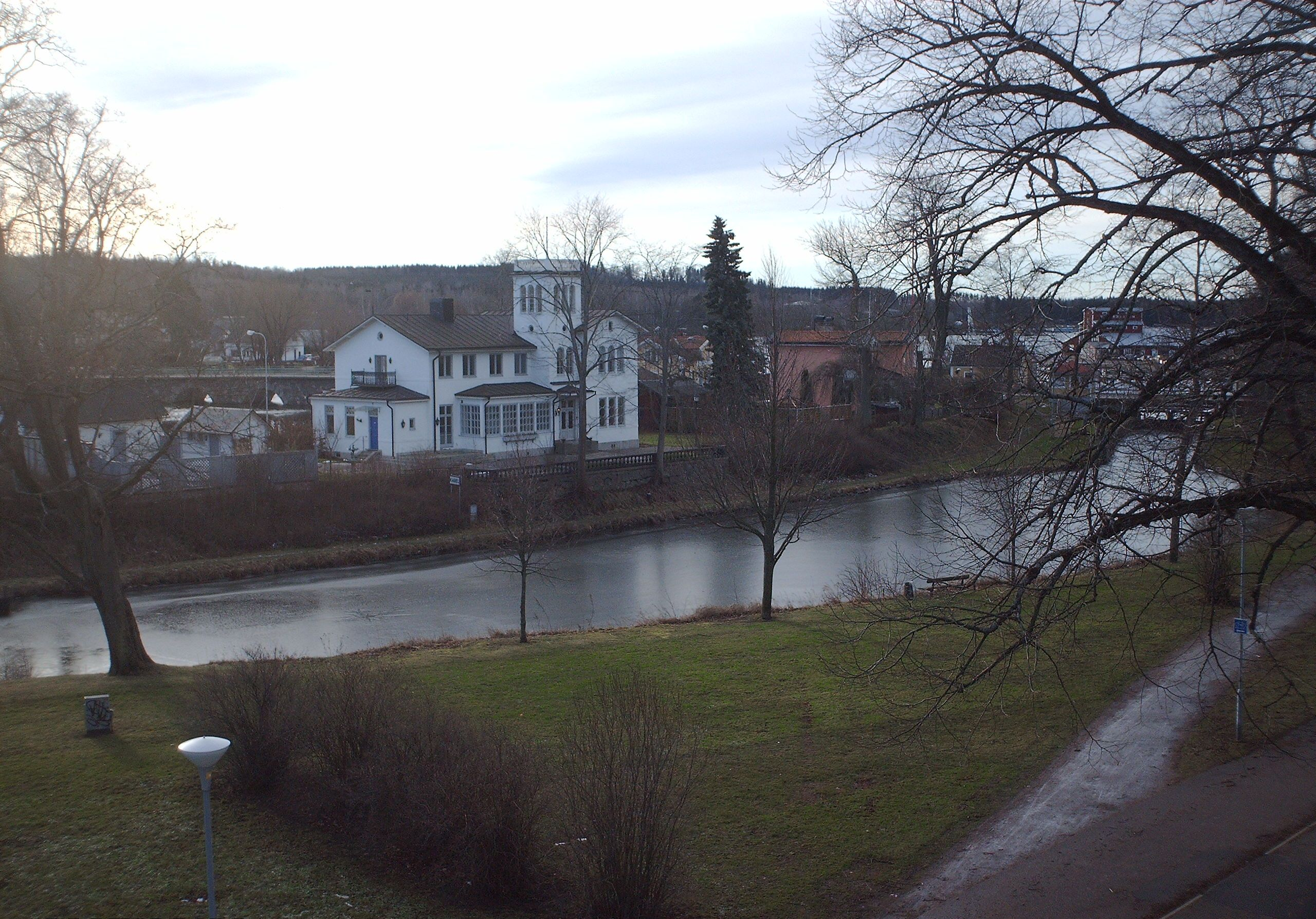
Den vita Villa Toss på Kvarnön, samt Göta kanal.

Kvarnön är en stadsdel i Motala, Motala kommun, Östergötlands län. Kvarnön bildades när Göta kanal grävdes genom Motala. Ön ligger mellan kanalen och Motala ström och har fått sitt namn av de många kvarnar som tidigare låg utmed Motala ström.
På Kvarnön finns ett antal villor från sekelskiftet 1900, däribland Strömcronan, byggt av S. Crona och en gång i tiden Motala Postens tryckeri, och Villa Toss, uppförd av Motalakungen John Andersson.